# دون سويني
دون سويني هو لاعب هوكي الجليد كندي، ولد في 17 أغسطس 1966 في سانت استيفان، نيو برونزويك ‏ في كندا.

## وصلات خارجية
- دون سويني على موقع دوري الهوكي الوطني (الإنجليزية)
- دون سويني على موقع EliteProspects.com (الإنجليزية)
- دون سويني على موقع HockeyDB.com (الإنجليزية)
- دون سويني على موقع Hockey-Reference.com (الإنجليزية)